# Tábara Arriba
Tábara Arriba è un comune della Repubblica Dominicana di 12 475 abitanti, situato nella Provincia di Azua. Comprende, oltre al capoluogo, tre distretti municipali: Tábara Abajo, Amiama Gómez e Los Toros.
Il centro urbano conta 3 709 abitanti, e rappresenta il 29,7%, mentre a zona rurale conta una popolazione di 8 766 abitanti che rappresenta il 70,3% della popolazione del comune, secondo l'ottavo censimento nazionale del 2002.

## Società

### Tradizioni e folclore
Tra le manifestazioni culturali emerge la celebrazione annuale della festa dedicata a San Michele Arcangelo. Si svolge tra il 21 e il 30 settembre di ogni anno, per la quale viene scelta una giovane donna per impersonare la regina della festa.
I primi festeggiamenti vennero organizzati nel 1958.
Durante le vacanze vengono organizzate gare sportive tra i membri della comunità. Nel corso delle feste popolari vengono utilizzati anche i tamburi, con barche che solcano il mare nel corso della notte. Questi riti ricordano il sacrificio dei santi e vengono accompagnati da tamburi, canti, e maracas.

## Cultura

### Istruzione
Tabara ha due scuole:
- Il liceo "Roque Feliz", costruito tra il 1994 ed il 1995, ed il cui insegnamento è partito dal marzo 1995 con 68 studenti, cinque insegnanti ed un direttore. Questa scuola è dotata di un moderno centro di calcolo.
- La scuola elementare, costruita nel 1972, con classi dalla prima alla terza media, con corsi diurni e serali.

### Media
Nella città è presente una radio. Oltre ai programmi di alfabetizzazione, sono attivi programmi di formazione nella fede.

## Geografia antropica
Si compone di cinque comunità :
- Comune Tábara Arriba, centro comunitario principale
- I distretti municipali di Bulls, Amiama Gomez, e Tabara Abajo
- Le località di Guanabanas e Sajanoa, Monte Grande, Los Guiros, e Los Manatiales
- I villaggi di Arroyo Guayabo Sajanoa, le formiche Los Toros a 15 km e La Guajira.

## Economia
La produzione è soprattutto agricola e vede il caffè come una delle più importanti. Inoltre, anche se in misura minore, il bestiame.
Recentemente si è avviato un fenomeno di emigrazione di massa dei suoi abitanti verso la Spagna, fenomeno che ha contribuito allo sviluppo del comune attraverso le rimesse inviate dai domenicani residenti all'estero.

## Amministrazione
In questi villaggi il sindaco è responsabile per l'ordine e la tranquillità del paese. Il primo sindaco si chiamava Leon Brito.

## Infrastrutture e trasporti
Attualmente il mezzo di trasporto più comunemente usato è il motoconcho, un moto taxi utilizzato in particolare per tragitti brevi, seguito da furgoni per il trasporto, che coprono il tratto Azua-Tábara e di carico dei camion per il trasporto di prodotti agricoli, sia verso Santo Domingo, che in altre province.